# 546
546 (DXLVI) var ett normalår som började en måndag i den julianska kalendern.

## Händelser

### December
- 17 december — Ostrogoterna ledda av Totila återerövrar Rom vilket leder till Roms skövling.

### Okänt datum
- Påve Vigilius anländer till Konstantinopel för att möta Justinianus I; blivande påven Pelagius I skickas av Totila för att förhandla med Justinianus.
- Bysantinerna allierar sig med langobarderna mot gepiderna.
- Audoin efterträder Waltari som kung över langobarderna.

## Avlidna
- Walthari, kung över langobarderna.